# Fourth Division 1969-1970
La Fourth Division 1969-1970 è stato il 12º campionato inglese di calcio di quarta divisione. Ad aggiudicarsi il titolo di campione di lega è stato il Chesterfield, che a distanza di dieci anni ha potuto così festeggiare il ritorno in Third Division. Gli "Spireites" hanno preceduto la coppia gallese formata da Wrexham (2º classificato) e Swansea City (3º classificato), mentre il Port Vale (4º classificato) ha completato il quadro delle promosse.
Capocannoniere del torneo è stato Albert Kinsey (Wrexham) con 27 reti.

## Stagione

### Novità
Al termine della stagione precedente, vennero promossi in Third Division: il Doncaster Rovers (campione di lega per la seconda volta), l'Halifax Town (2º classificato, che risalì nella serie superiore dopo sette anni), il Rochdale (3º classificato, che dovette aspettare ben dodici anni, prima di riguadagnare un posto in terza divisione) ed il Bradford City (4º classificato, che di stagioni in quarta divisione ne trascorse otto, prima di poter accedere di nuovo nel terzo livello del calcio inglese). 
Queste squadre furono rimpiazzate dalla quattro retrocesse provenienti dalla divisione superiore: Northampton Town (sceso in quattro anni dalla prima alla quarta divisione), Hartlepool United, Crewe Alexandra (per entrambi l'esperienza nella categoria superiore durò una sola stagione) ed Oldham Athletic.
Lo York City, il Newport County, il Grimsby Town (costretto a chiedere la rielezione nella lega dopo la retrocessione patita nella stagione precedente) ed il Bradford Park Avenue (sottoposto al processo elettivo per il terzo anno consecutivo), che occuparono le ultime quattro posizioni della classifica, vennero rieletti in Football League dopo una votazione che ebbe il seguente responso:
| Club                 | Lega            | Voti | Verdetto   |
| -------------------- | --------------- | ---- | ---------- |
| Grimsby Town         | Fourth Division | 47   | Rieletto   |
| York City            | Fourth Division | 45   | Rieletto   |
| Bradford Park Avenue | Fourth Division | 38   | Rieletto   |
| Newport County       | Fourth Division | 27   | Rieletto   |
| Cambridge United     | Southern League | 16   | Non eletto |
| Kettering Town       | Southern League | 3    | Non eletto |
| Cambridge City       | Southern League | 2    | Non eletto |
| Hereford United      | Southern League | 2    | Non eletto |
| Romford              | Southern League | 2    | Non eletto |
| Bedford Town         | Southern League | 1    | Non eletto |
| Chelmsford City      | Southern League | 1    | Non eletto |
| Worcester City       | Southern League | 1    | Non eletto |
| Nuneaton Borough     | Southern League | 0    | Non eletto |
| Wibledon FC          | Southern League | 0    | Non eletto |

### Aggiornamenti
Cambio di denominazione:
- da Swansea Town Association Football Club a Swansea City Association Football Club.[1]

### Formula
Le prime quattro classificate venivano promosse in Third Division, mentre le ultime quattro erano sottoposte al processo di rielezione.

## Squadre partecipanti
| Squadra              | Città                    | Stadio            | Stagione precedente                     |
| -------------------- | ------------------------ | ----------------- | --------------------------------------- |
| Aldershot            | Aldershot                | Recreation Ground | 15º posto in Fourth Division            |
| Bradford Park Avenue | Bradford                 | Park Avenue       | 20º posto in Fourth Division, rieletto  |
| Brentford            | Londra (Hounslow)        | Griffin Park      | 11º posto in Fourth Division            |
| Chester              | Chester                  | Sealand Road      | 14º posto in Fourth Division            |
| Chesterfield         | Chesterfield             | Saltergate        | 20º posto in Fourth Division            |
| Colchester United    | Colchester               | Layer Road        | 6º posto in Fourth Division             |
| Crewe Alexandra      | Crewe                    | Gresty Road       | 23º posto in Third Division, retrocesso |
| Darlington           | Darlington               | Feethams Ground   | 5º posto in Fourth Division             |
| Exeter City          | Exeter                   | St James Park     | 17º posto in Fourth Division            |
| Grimsby Town         | Grimsby                  | Blundell Park     | 23º posto in Fourth Division, rieletto  |
| Hartlepool United    | Hartlepool               | Victoria Park     | 22º posto in Third Division, retrocesso |
| Lincoln City         | Lincoln                  | Sincil Bank       | 8º posto in Fourth Division             |
| Newport County       | Newport                  | Somerton Park     | 22º posto in Fourth Division, rieletto  |
| Northampton Town     | Northampton              | County Ground     | 21º posto in Third Division, retrocesso |
| Notts County         | Nottingham               | Meadow Lane       | 19º posto in Fourth Division            |
| Oldham Athletic      | Oldham                   | Boundary Park     | 24º posto in Third Division, retrocesso |
| Peterborough United  | Peterborough             | London Road       | 18º posto in Fourth Division            |
| Port Vale            | Stoke on Trent (Burslem) | Vale Park         | 13º posto in Fourth Division            |
| Scunthorpe United    | Scunthorpe               | Old Showground    | 16º posto in Fourth Division            |
| Southend United      | Southend on Sea          | Roots Hall        | 7º posto in Fourth Division             |
| Swansea Town         | Swansea                  | Vetch Field       | 10º posto in Fourth Division            |
| Wrexham              | Wrexham                  | Racecourse Ground | 9º posto in Fourth Division             |
| Workington           | Workington               | Borough Park      | 12º posto in Fourth Division            |
| York City            | York                     | Bootham Crescent  | 21º posto in Fourth Division, rieletto  |

## Classifica finale
|  | Pos. | Squadra          | Pt | G  | V  | N  | P  | GF | GS | QR    |
|  | ---- | ---------------- | -- | -- | -- | -- | -- | -- | -- | ----- |
|  | 1    | Chesterfield     | 64 | 46 | 27 | 10 | 9  | 77 | 32 | 2.406 |
|  | 2    | Wrexham          | 61 | 46 | 26 | 9  | 11 | 84 | 49 | 1.714 |
|  | 3    | Swansea City     | 60 | 46 | 21 | 18 | 7  | 66 | 45 | 1.467 |
|  | 4    | Port Vale        | 59 | 46 | 20 | 19 | 7  | 61 | 33 | 1.848 |
|  | 5    | Brentford        | 56 | 46 | 20 | 16 | 10 | 58 | 39 | 1.487 |
|  | 6    | Aldershot        | 53 | 46 | 20 | 13 | 13 | 78 | 65 | 1.200 |
|  | 7    | Notts County     | 52 | 46 | 22 | 8  | 16 | 73 | 62 | 1.177 |
|  | 8    | Lincoln City     | 50 | 46 | 17 | 16 | 13 | 66 | 52 | 1.269 |
|  | 9    | Peterborough Utd | 48 | 46 | 17 | 14 | 15 | 77 | 69 | 1.116 |
|  | 10   | Colchester Utd   | 48 | 46 | 17 | 14 | 15 | 64 | 63 | 1.016 |
|  | 11   | Chester          | 48 | 46 | 21 | 6  | 19 | 58 | 66 | 0.879 |
|  | 12   | Scunthorpe Utd   | 46 | 46 | 18 | 10 | 18 | 67 | 65 | 1.031 |
|  | 13   | York City        | 46 | 46 | 16 | 14 | 16 | 55 | 62 | 0.887 |
|  | 14   | Northampton Town | 44 | 46 | 16 | 12 | 18 | 64 | 55 | 1.164 |
|  | 15   | Crewe Alexandra  | 44 | 46 | 16 | 12 | 18 | 51 | 51 | 1.000 |
|  | 16   | Grimsby Town     | 43 | 46 | 14 | 15 | 17 | 54 | 58 | 0.931 |
|  | 17   | Southend Utd     | 40 | 46 | 15 | 10 | 21 | 59 | 85 | 0.694 |
|  | 18   | Exeter City      | 39 | 46 | 14 | 11 | 21 | 57 | 59 | 0.966 |
|  | 19   | Oldham Athletic  | 39 | 46 | 13 | 13 | 20 | 60 | 65 | 0.923 |
|  | 20   | Workington       | 38 | 46 | 12 | 14 | 20 | 46 | 64 | 0.719 |
|  | 21   | Newport County   | 37 | 46 | 13 | 11 | 22 | 53 | 74 | 0.716 |
|  | 22   | Darlington       | 36 | 46 | 13 | 10 | 23 | 53 | 73 | 0.726 |
|  | 23   | Hartlepool Utd   | 30 | 46 | 10 | 10 | 26 | 42 | 82 | 0.512 |
|  | 24   | Bradford PA      | 23 | 46 | 6  | 11 | 29 | 41 | 96 | 0.427 |

Legenda:
      Promosso in Third Division 1970-1971.
      Rieletto nella Football League.
      Non rieletto nella Football League.
Regolamento:
Due punti a vittoria, uno a pareggio, zero a sconfitta.
A parità di punti le squadre venivano classificate secondo il quoziente reti.